# Cinema horror fantascientifico

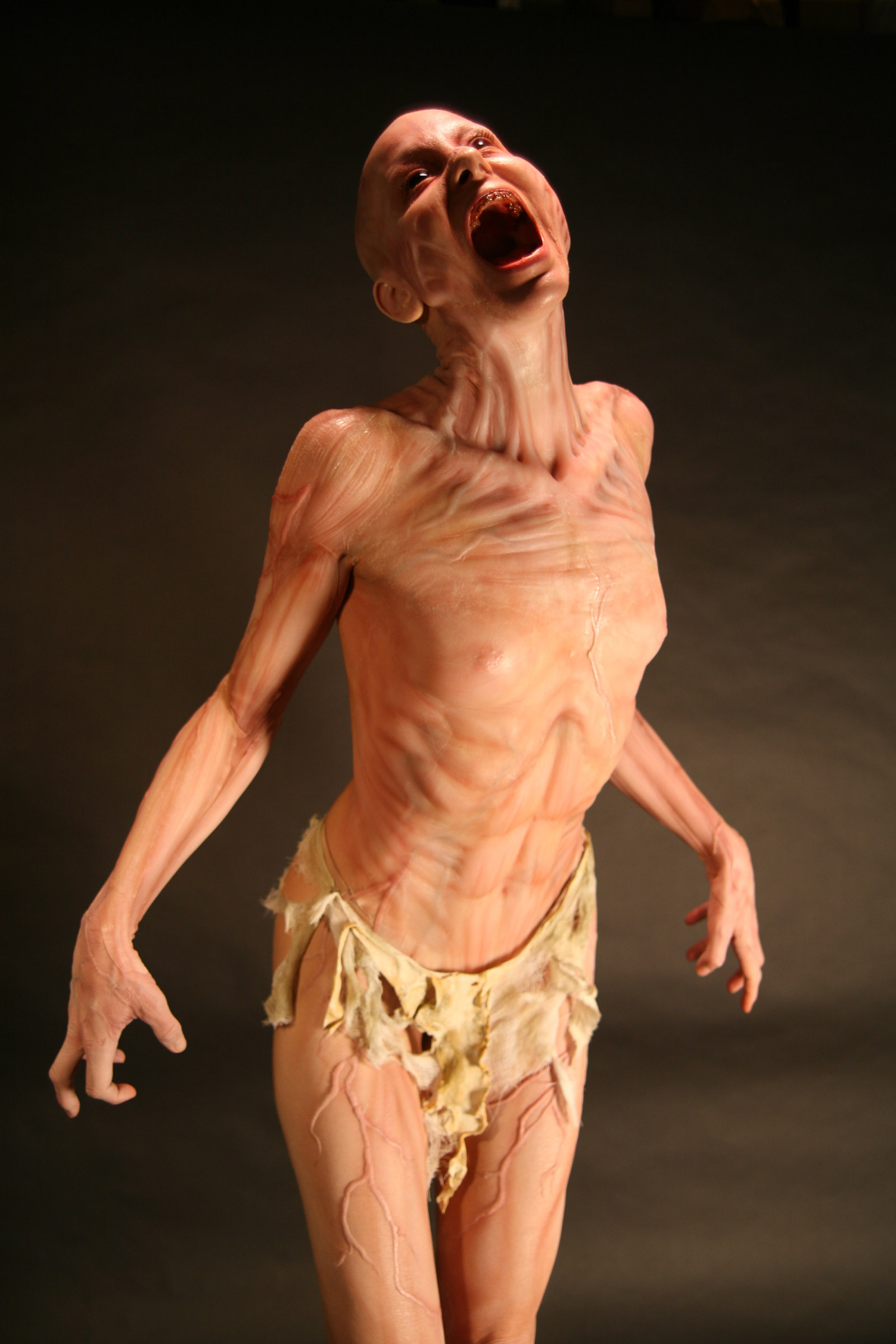
Prova di make-up di un personaggio del film Io sono leggenda (2007)

L'horror fantascientifico o fanta-horror è un filone cinematografico, e più in generale narrativo, ibrido, caratterizzato dalla contaminazione tra elementi caratteristici del genere horror e di quelli fantascientifici, che combinati possono produrre una trama fantascientifica dai toni orrorifici o una storia d'orrore con spunti tipici del cinema di fantascienza.
Esempi appartenenti al filone fanta-horror sono le serie cinematografiche di Alien e Predator, o i film Fantasmi da Marte di John Carpenter e lo slasher Jason X - Il male non muore mai (decimo episodio della saga Venerdì 13, ambientato in un lontano futuro).
Nel genere rientrano anche le pellicole classiche dell'horror, come quelle ispirate a Frankenstein, poiché il meccanismo narrativo scaturisce da un elemento scientifico (come gli esperimenti per portare in vita la creatura) e non magico o soprannaturale.

## Descrizione
La fantascienza come genere non è facilmente riconducibile a confini precisi e ben definiti: i suoi temi ricorrenti si mescolano spesso ad elementi attinti da altri generi, tra i quali anzitutto l'orrore, dando origine a opere ibride: creature come quella di Frankenstein o di Tarantola appartengono tanto al cinema horror quanto a quello fantascientifico. Dal momento che gli elementi caratteristici della fantascienza possono verificarsi in qualsiasi ambiente, la science fiction ben si presta in generale alla contaminazione con altri generi.
Uno dei principali temi ricorrenti del cinema horror-fantascientifico è costituito dagli effetti dell'uso indiscriminato e pericoloso di scoperte scientifiche e invenzioni tecnologiche. Questo soggetto è spesso esemplificato dal personaggio del mostro che semina il terrore, generato da esperimenti fuori controllo.

## Filmografia parziale

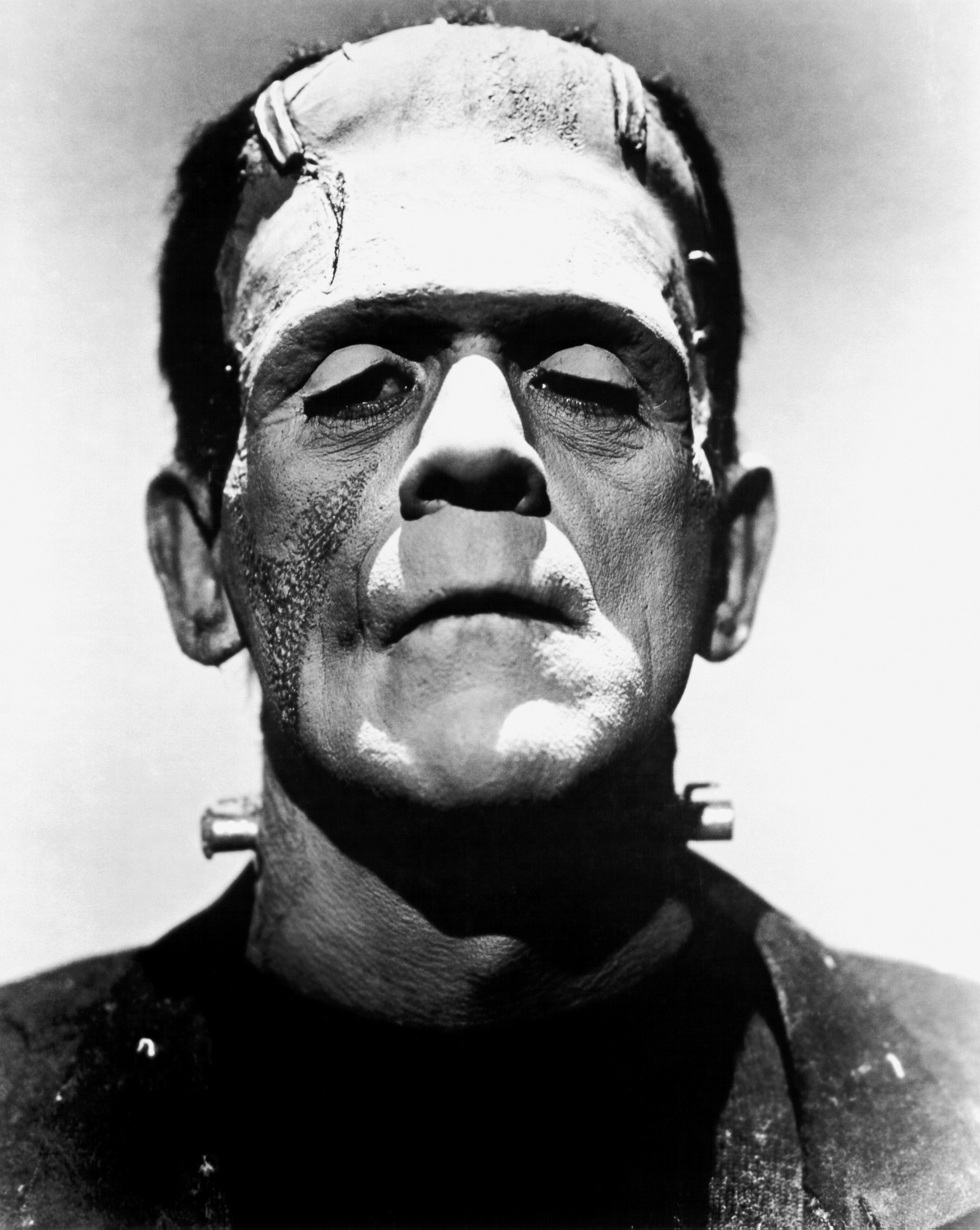
Un primo piano di Boris Karloff nei panni del mostro nel film La moglie di Frankenstein (The Bride of Frankenstein, 1936) di James Whale

- Il mostro del pianeta perduto (Day the World Ended, 1955) di Roger Corman
- Il mostro dell'astronave (It! The Terror from Beyond Space, 1958) di Edward L. Cahn
- Plan 9 from Outer Space (Plan 9 from Outer Space, 1959) di Ed Wood
- Occhi senza volto (Les yeux sans visage, 1959) di Georges Franju
- Il mulino delle donne di pietra (1960), di Giorgio Ferroni
- La morte dall'occhio di cristallo (Die, Monster, Die!, 1965) di Daniel Haller, liberamente tratto da Il colore venuto dallo spazio di H. P. Lovecraft
- Terrore nello spazio di Mario Bava, 1965
- 1975: Occhi bianchi sul pianeta Terra
- Pitch Black
- 28 giorni dopo
- 28 settimane dopo
- Carnosaur - La distruzione (Carnosaur)
- Carnosaur 2
- Carnosaur 3: Primal Species
- La cosa
- Creepozoids
- Dimensione terrore
- Doom
- Dovevi essere morta
- Hobgoblins - La Stirpe da estirpare
- Il villaggio dei dannati
- Villaggio dei dannati (rifacimento del primo)
- Cube - Il cubo
- Io sono leggenda
- L'astronave atomica del dottor Quatermass
- La mosca
- La mosca 2
- Life - Non oltrepassare il limite
- Leviathan
- L'ultimo uomo della Terra
- L'uomo senza ombra
- Mimic
- Mimic 2
- Punto di non ritorno - Event Horizon
- Resident Evil
- Sfera
- A Quiet Place - Un posto tranquillo
- A Quiet Place II
- Il buco
- Il buco - Capitolo 2
- The Signal
- Undead
- Virus
- Leprechaun 4 - Nello spazio
- Serie di Alien
  - Alien
  - Aliens - Scontro finale
  - Alien³
  - Alien - La clonazione
  - Prometheus
  - Alien: Covenant
- Serie di Predator
  - Predator
  - Predator 2
  - Predators
- Serie di Xtro
  - Xtro - Attacco alla Terra
  - Il ritorno dell'alieno
  - Xtro 3: Watch the Skies